# Sloan (Nevada)
Sloan es una comunidad no incorporada en el Condado de Clark, Nevada, Estados Unidos. Contiene petroglifos bien conservados y varios senderos que permiten a los visitantes fotografiar los petroglifos. Se encuentra justo al sur de Las Vegas, en la Interestatal 15.

## En la cultura popular
- Sloan aparece en el videojuego de 2010: Fallout: New Vegas.

- Datos: Q3709761